# Dmytro Lasutkin

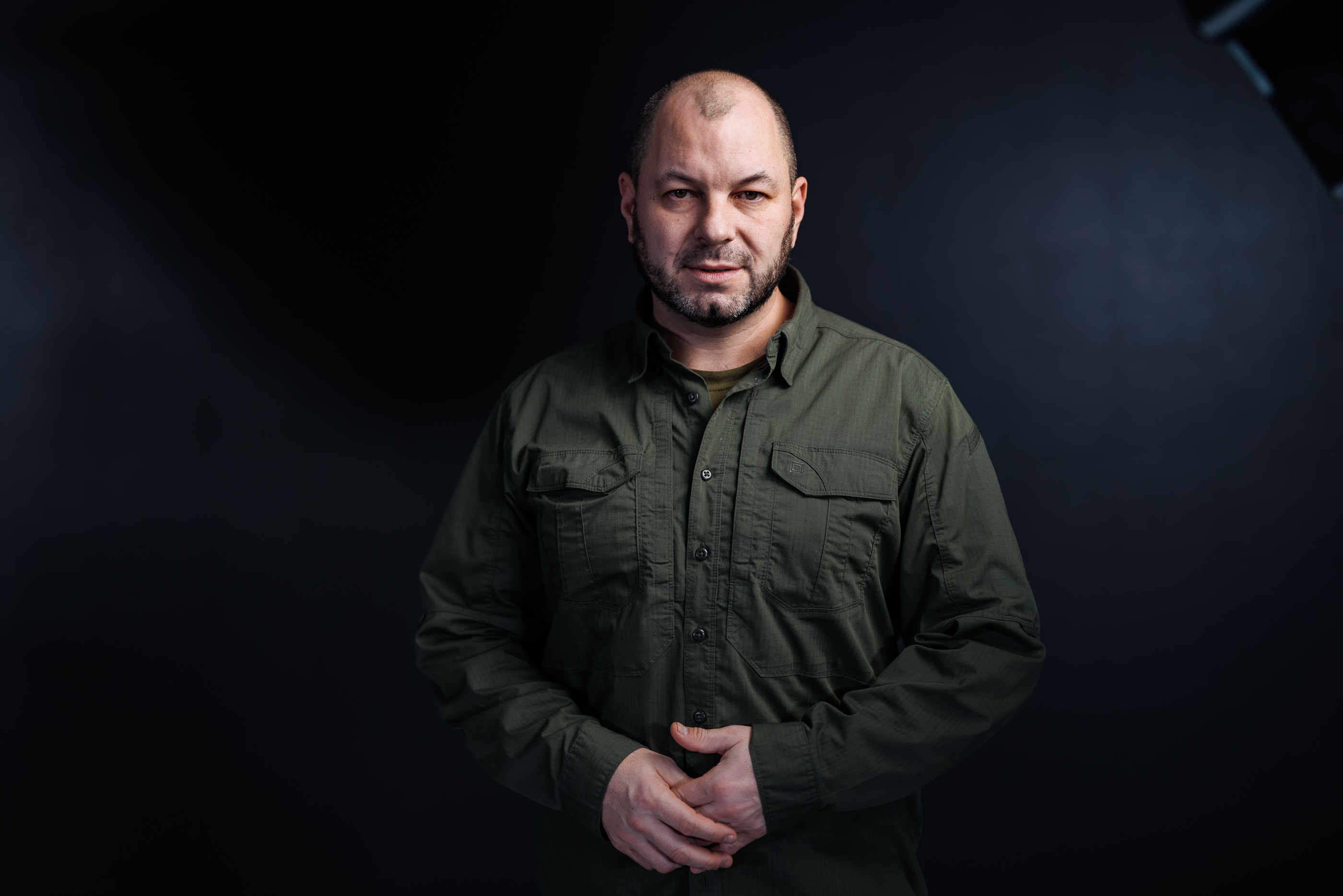
Dmytro Lasutkin (2025)

Dmytro Mychajlowytsch Lasutkin (ukrainisch Дмитро Михайлович Лазуткін; wiss. Transliteration Dmytro Mychajlovyč Lazutkin) (* 18. November 1978 in Kiew, Ukrainische SSR) ist ein ukrainischer Dichter, Sportreporter und Talkshow-Moderator, Preisträger des Taras-Schewtschenko-Preises (2024).

## Biographie
Nach Abschluss seines Ingenieurstudiums an der Kiewer Polytechnischen Universität wechselte er nach anfänglicher beruflicher Tätigkeit als Metallurgieingenieur und Karatetrainer und gleichzeitigem Journalismusstudium an der Kiewer Internationalen Universität bald zum Fernsehen als Korrespondent und Sportreporter. 2006 kommentierte er, durch eigene sportliche Auszeichnungen hierfür prädestiniert, die Olympischen Spiele in Peking (2008), später die in Vancouver (2010) und London (2012), sowie die Europaspiele in Baku (2015). Darüber hinaus kommentiert er für zwei ukrainische Fernsehsender insbesondere Kampfsportarten, vor allem das Boxen. Außerdem moderiert er ein Journal, den „Männerclub“. Lasutkin betrieb verschiedene Kampfsportarten, darunter Karate und Kickboxing, bis an die Grenze des Professionellen und gewann in ihnen mehrere Auszeichnungen. Bis heute tritt er gelegentlich zu Boxkämpfen an.
Seit dem 27. Mai ist er mit der Journalistin Ira Bataschtschuk verheiratet.

## Dichterisches Werk

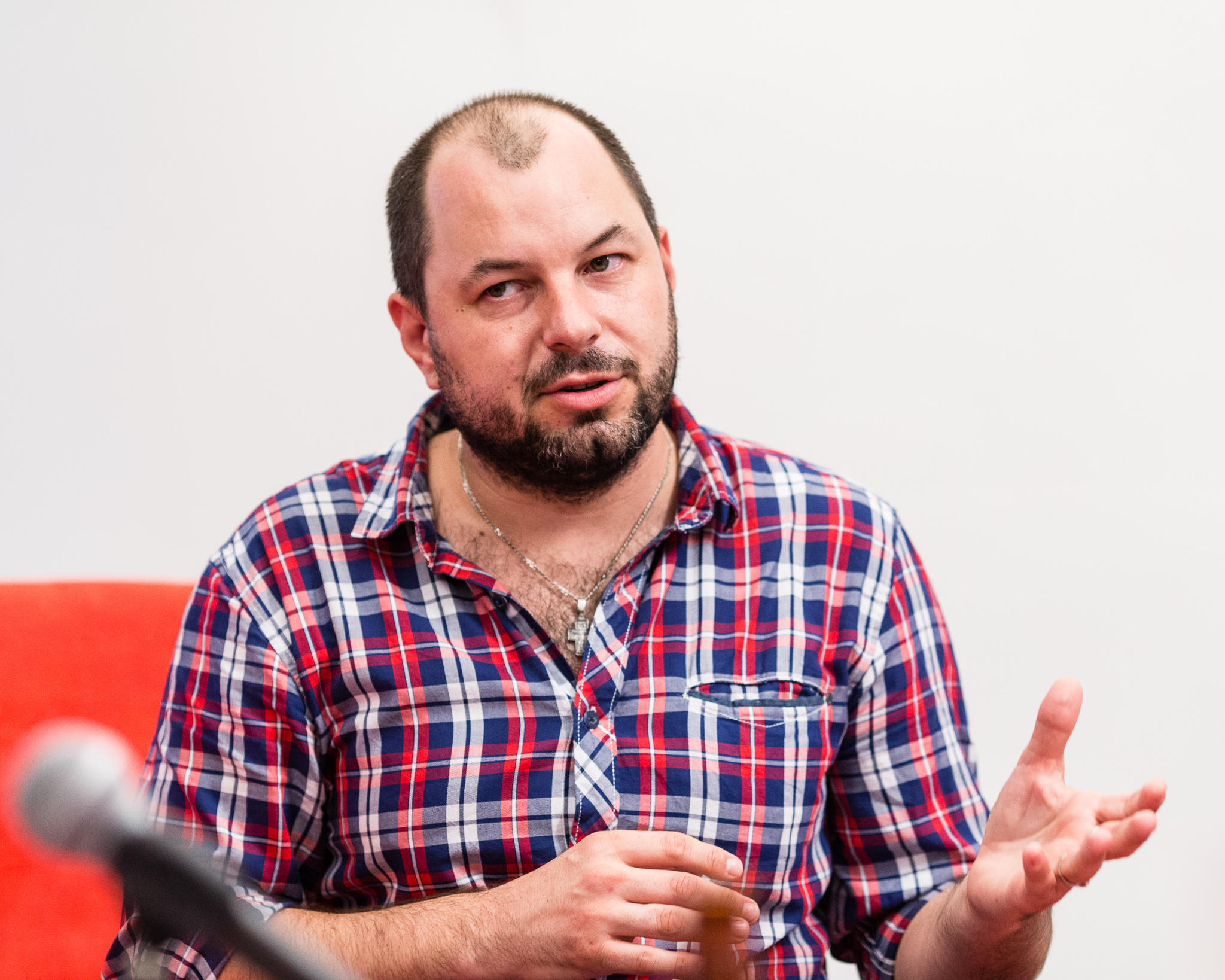
Dmytro Lasutkin, Monat der Autorenlesungen 2018, Breslau, Polen

Als ukrainischer Dichter wurde Lasutkin in den ersten Jahren des 21. Jahrhunderts in der Ukraine bekannt. Stipendien motivierten ihn bei seinen ersten Gedichtbänden zwischen 2006 und 2008, ab 2012 folgten mehrere weitere Gedichtbände. Die Sportaffinität hat Lasutkin auch bald Poetry-Slam als eine für ihn typische Richtung entdecken lassen. Der hier übliche direkte klare Wortgebrauch und das Tempo zeigt sich insgesamt im poetischen Schaffen Lasutkins. Sein Gedicht „Requiem“ wurde Grundlage des Oratoriums „Gott mit uns“ (2014) des ukrainischen Regisseurs Serhij Proskurnja zum Andenken an die „Himmlische Hundertschaft“. Bereits zuvor hatte Lasutkin Liedtexte für verschiedene ukrainische Musikgruppen verfasst.

## Auszeichnungen und Stipendien
- Bohdan-Ihor Antonytsch-Preis „Pryvitannja zyttja“ (2000)
- Smoloskyp-Preis (2002)
- Gewinner des „Granoslov“-Wettbewerbs der besten Werke junger ukrainischer Literaten (2002)
- Stipendiat des polnischen  „Gaude Polonia“ Programms (2004)
- Literaturnyj Olimp (2006)
- Kul’trevanš
- Laureat von „Russkaja premija“
- Gewinner des 1. öffentlichen Championats für „Oberslam“ (Literatur-Slam) (Charkiv 2007)
- Spivdružnist debjutov Tadschikistan (2008)
- Taras-Schewtschenko-Preis (2024)

## Sportauszeichnungen
- Bronzepreis im Kickboxing und Kick-Jitsju
- Champion der Ukraine im Kosaken-Zweikampf
- Träger des schwarzen Gürtels im Kempō Karate

## Publikationen
- Dächer (Dachy - Дахи). Kiew 2003
- Süßigkeiten für Reptilien (Sododošči dlja plazuniv - Солодощі для плазунів). Kiew 2006.
- Beladen mit Gras für die heilige Kuh (Nabyti travoju svjaščenni korovi - Набиті травою священні корови). Kiew 2006
- Paprika-Träume (Paprika grez - Паприка грез). Moskau 2006.
- Benzin (Бензин). Kiew 2008.
- Gute Lieder über schlechte Mädels (Dobri pisni pro pohanych divčat - Добрі пісні про поганих дівчат). Kamjanezk-Podolskyj 2012.
- Weihnachtslieder und Walzer (Koljadky i val’sy). Ternopil 2014.
- Rotbuch (Červona knyha - Червона книга). Cernivci (Meridian Czernowitz) 2015.
- Lesezeichen (Zakladka - Закладка). Lwiw 2022.

Seine Gedichte wurden in verschiedenen ukrainischen, russischen, georgischen, polnischen Literaturzeitschriften – u. a. Vavilon, Volga, Vozduch, Kal’mijus, Kontinent, Kur’er Kryvbasu, Potjah 76, Sojuz pisatelej, Ščo, Četver –, Anthologien – u. a. der Nacht der erotischen Poesie (2011), des Meridian Czernowitz und zum Euromajdan (2014) – und in den unterschiedlichen Medien des Internet (Facebook- und Web-Seiten) veröffentlicht, es gibt auch Übersetzungen.